# نوخرن
نوخرن (به آلمانی: Nochern) یک شهر در آلمان است که در Verbandsgemeinde Loreley واقع شده‌است. نوخرن ۵۴۹ نفر جمعیت دارد.